# Barea
Barea is een geslacht van vlinders uit de onderfamilie Oecophorinae van de familie der sikkelmotten (Oecophoridae).

## Soorten
- B. acritopis (Turner, 1917)
- B. aleuropasta Turner, 1935
- B. ambigua Philpott, 1926
- B. anerasta Turner, 1916
- B. angusta Turner, 1935
- B. arbitra (Meyrick, 1914)
- B. arrhythma (Turner, 1917)
- B. asbolaea Meyrick, 1884
- B. atmophora Turner, 1916
- B. banausa (Meyrick, 1884)
- B. basigramma Turner, 1896
- B. bathrochorda Turner, 1935
- B. belotypa Turner
- B. bryochroa Turner, 1916
- B. bryopis Turner, 1935
- B. centropis (Meyrick, 1889)
- B. ceramodes Turner, 1935
- B. chlorobaphes Turner, 1935
- B. chlorozona Lower, 1923
- B. codrella Felder, 1875
- B. coeliota Turner, 1935
- B. confusella (Walker, 1864)
- B. consignatella Walker, 1864
- B. crassipalpis Turner, 1935
- B. cratista Turner, 1935
- B. crypsicentra (Meyrick, 1914)
- B. cyclopis Meyrick, 1915
- B. dicranotypa Turner, 1935
- B. dinocosma Meyrick, 1884
- B. discincta (Meyrick, 1884)
- B. ebenopa Turner, 1935
- B. eclecta Turner, 1935
- B. ectadia Turner, 1935
- B. eophila Turner, 1917
- B. epethistis (Meyrick, 1902)
- B. eucapnodes (Turner, 1896)
- B. euprepes (Turner, 1896)
- B. eusciasta Turner, 1916
- B. exarcha (Meyrick, 1884)
- B. fenicoma (Meyrick, 1914)
- B. graphica Turner, 1935
- B. helica (Meyrick, 1884)
- B. heterophanes Turner, 1927
- B. hicanopa Turner, 1935
- B. hylodroma Turner, 1916
- B. hyperarcha (Meyrick, 1889)
- B. hypselotropha Turner, 1927
- B. inferna (Lower, 1899)
- B. lamprota Lower, 1923
- B. leucocephala (Turner, 1896)
- B. limpida Turner, 1935
- B. lithoglypta (Meyrick, 1884)
- B. melanodelta (Meyrick, 1884)
- B. mesocentra (Meyrick, 1889)
- B. micropis (Meyrick, 1889)
- B. nymphica Turner, 1916
- B. ochrospora Turner, 1935
- B. omophaea Turner, 1941
- B. ophiosticha Turner, 1935
- B. orthoptila (Lower, 1901)
- B. pasteodes (Turner, 1914)
- B. phaeobrya Turner, 1935
- B. phaulobrya Turner, 1935
- B. platyochra Turner, 1935
- B. plesiosticta Turner, 1935
- B. prepta Turner, 1935
- B. psephophora Meyrick, 1884
- B. psologramma Turner, 1916
- B. ptochica (Turner, 1917)
- B. pyrora Turner, 1916
- B. sciaspila (Lower, 1904)
- B. semocausta (Meyrick, 1884)
- B. sideritis Turner, 1935
- B. sphaeridias (Meyrick, 1914)
- B. synchyta (Meyrick, 1884)
- B. tanyptila Turner, 1935
- B. turbatella (Walker, 1864)
- B. xanthoptera Turner, 1935
- B. ypsilon Turner, 1935
- B. zeugmatophora Turner, 1935
- B. zygophora (Meyrick, 1889)